# Shepherd Leffler

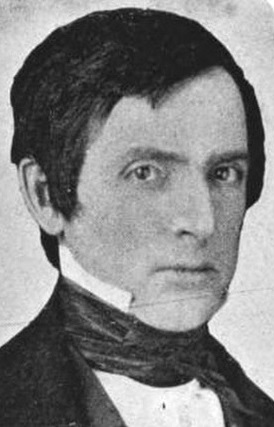
Shepherd Leffler

Shepherd Leffler (* 24. April 1811 im Washington County, Pennsylvania; † 7. September 1879 bei Burlington, Iowa) war ein US-amerikanischer Politiker. Zwischen 1846 und 1851 vertrat er den Bundesstaat Iowa im US-Repräsentantenhaus.

## Werdegang
Shepherd Leffler war der jüngere Bruder von Isaac Leffler (1788–1866), der in den 1820er Jahren für den Staat Virginia im US-Repräsentantenhaus saß. Der jüngere Leffler wurde 1811 auf der Plantage seines Großvaters in Pennsylvania, unweit der Grenze zum heutigen West Virginia und der Stadt Wheeling, geboren. Er besuchte private Schulen und die Washington Academy. Nach einem anschließenden Jurastudium am Jefferson College in Canonsburg und seiner im Jahr 1833 erfolgten Zulassung als Rechtsanwalt begann er in Wheeling und dann ab 1835 in Burlington im damaligen Michigan-Territorium in seinem neuen Beruf zu praktizieren. 1838 fiel seine neue Heimatstadt an das neu geschaffene Iowa-Territorium.
Leffler wurde Mitglied der Demokratischen Partei. Zwischen 1839 und 1841 war er Abgeordneter im territorialen Repräsentantenhaus. In den Jahren 1841 bis 1843 sowie 1845 gehörte er dem Regierungsrat des Territoriums an. 1844 und 1846 nahm er an den verfassungsgebenden Versammlungen von Iowa teil; im Jahr 1844 war er Präsident dieser Versammlung. Nach der Gründung des Staates Iowa wurde Leffler bei den ersten Kongresswahlen im Jahr 1846, die staatsweit abgehalten wurden, in das US-Repräsentantenhaus gewählt. Nach zwei Wiederwahlen im inzwischen geschaffenen zweiten Wahlbezirk von Iowa konnte er zwischen dem 29. Dezember 1846 und dem 3. März 1851 im Kongress verbleiben. In diese Zeit fielen das Ende des Mexikanisch-Amerikanischen Krieges und die daraus resultierende beträchtliche Gebietserweiterung der Vereinigten Staaten. Von 1849 bis 1851 war Leffler Vorsitzender des Ausschusses, der sich mit Invaliditätsrenten befasste.
Nach dem Ende seiner Zeit im Repräsentantenhaus arbeitete Leffler wieder als Anwalt und begann sich auch in der Landwirtschaft zu engagieren. 1856 bewarb er sich erfolglos um eine Rückkehr in das US-Repräsentantenhaus. In den folgenden 19 Jahren widmete er sich wieder seinem Beruf und der Landwirtschaft, ehe er 1875 für das Amt des Gouverneurs von Iowa kandidierte. Dabei unterlag er aber Samuel J. Kirkwood. Shepherd Leffler starb im September 1879 auf seinem Anwesen "Flint Hills" in der Nähe von Burlington.